# 30년만의 대결
"30년만의 대결"은 1971년에 개봉한 대한민국의 영화이다.

## 캐스팅
- 최무룡 : 대규 역
- 박노식 : 달수 역
- 김지미 : 옥희 역
- 김희라 : 대규의 아들 웅 역
- 박지영 : 지향 역
- 윤양하 : 달수의 아들 민 역
- 최길호
- 추석양
- 이예민
- 김영
- 김세라
- 박병기
- 이정애
- 나정옥
- 배영호
- 박기택
- 김기범
- 박광진